# Paranomis
Paranomis is een geslacht van vlinders van de familie grasmotten (Crambidae), uit de onderfamilie Pyraustinae.

## Soorten
- P. denticosta Munroe & Mutuura, 1968
- P. moupinensis Munroe & Mutuura, 1968
- P. nodicosta Munroe & Mutuura, 1968
- P. sedemialis Munroe & Mutuura, 1968